# 品川区立冨士見台中学校
品川区立冨士見台中学校（しながわくりつ ふじみだいちゅうがっこう）は、東京都品川区西大井五丁目にある区立中学校。

## 概要
太平洋戦争後の学制改革の実施から、品川区立伊藤中学校が1947年に開校。しかし、戦災地復興で近隣の急速な人口増加よる学校不足から、中学校建設の議が興った。
校名は、先に品川区立伊藤中学校が開校されていたため、地元大井伊藤町（現・西大井5〜6丁目）に由来する伊藤を冠することが出来なかった。そこで、大井地区最西端に地にあり富士山を望むことが出来ることから、冨士見台となった。「富」ではなく「冨」を採用したのは、「宀」のテン( ' )があるのは上から押さえられ生徒達が伸びることが出来ないという理由からである。現在の校舎からもわずかではあるが、晴れた日には富士を望むことが出来る。
1954年3月設立認可が降り、同年4月1日品川区立伊藤中学校の10教室を借用開校された。同年9月1日に現在地で新校舎入校式、新校舎へと移転する。18日に第一期校舎落成式が行われた。
現在地へ移転した当時、校地買収が進行中だったため、校庭の真ん中に民家が存在し、プールも建設されていなかった。そのため、体育の授業は民家を挟んだ校庭でプールの授業は近所にある品川区立伊藤小学校で行われていた。
品川区の他の小・中学校と同様に、小中一貫教育を推進している。施設分離型連携校は、品川区立伊藤小学校、品川区立上神明小学校。2011年度より施設分離型一貫校として伊藤小学校と小中一貫教育を進める。

## 教育目標
- 考える（自ら学び続ける人）
- 思いやる（共に協力し合える人）
- 実現する（進んで実行できる人）

## 小中一貫教育目標
2010年（平成22年度）より、小中一貫連携校である3校の統一教育目標を制定。
- 考える人を育てる
- 思いやる人を育てる
- 実現する人を育てる

## 沿革
- 1954年3月28日 - 設立認可
  - 4月1日 - 開校
  - 9月18日 - 第一期校舎落成（九教室）
- 1955年2月8日 - 第二期六教室増築工事落成
- 1956年11月11日 - 校地買収契約完了
- 1957年3月14日 - 運動場開設記念運動会
  - 10月5日 - 第三期四教室増増築工事落成
- 1959年3月16日 - 体育館兼講堂落成
  - 7月1日 - 校庭舗装工事完成
- 1960年3月19日 - 第四期鉄筋八教室増築工事落成
  - 12月25日 - プール完成
- 1963年3月12日 - 校歌発表
- 1964年10月8日 - 東京オリンピック聖火リレー参加 大崎陸橋～目黒間
- 1970年6月14日 - 校舎改築（職員室、家庭調理室、玄関）
- 1971年3月5日 - 第五期鉄筋（給食室他十一教室）増改築工事落成
  - 5月21日 校舎改築（南側木造校舎、プール解体開始）
- 1972年3月13日 - 第六期鉄筋(特別教室九室)増改築工事完成
  - 8月17日 プール完成
  - 9月5日 校庭舗装撤水装置工事完成
- 1973年8月18日 - 第3回全日本中学校バレーボール選手権大会 準優勝
- 1974年7月31日 - 東京都中学校バレーボール選手権大会 優勝
- 1977年7月5日 - 体育館解体工事開始
- 1978年3月15日 - 体育館新築工事完了
- 1989年8月31日 - アルミサッシ化。校舎外装工事完了
- 1990年8月31日 - 校庭表層、会議室、マルチルーム改修完了

## 部活動
運動部
- 野球部
- サッカー部
- バスケットボール部
- バレーボール部
- ソフトテニス部
- バドミントン部

文化部
- 吹奏楽部
- 華道・茶道部
- アート部
- パソコン部

## 著名な出身者
- 黛ジュン（歌手）